# Welcome to Sajjanpur
Welcome to Sajjanpur (Hindi वेल्कम टू सज्जनपुर Velkam too Sajjanapur) ist eine indische Filmkomödie von Shyam Benegal aus dem Jahr 2008.

## Handlung
Mahadev ist ein junger gebildeter Mann, der in einem kleinen indischen Dorf namens Sajjanpur lebt. Dort schreibt er für die größtenteils analphabetischen Dorfbewohner Briefe an ihre Verwandten. Seine überzeugende meist auch übertriebene Wortwahl macht ihn bei der Bevölkerung sehr beliebt. Er selbst möchte Autor werden und erzählt seine Geschichte:
Beispielsweise wendet sich der junge Ramkumar an ihn, um seiner Geliebten einen Liebesbrief zu schicken. Einziger Haken ist ihr Vater, der sehr streng ist und sie nicht aus den Augen lässt.
Weiterhin will Mausi ihre Tochter Vindhya endlich unter die Haube bringen und bittet Mahadev um Hilfe.
Auch Kamla lässt ihre Briefe von ihm schreiben. Sie ist seine Kindheitsfreundin und Mahadev war seitdem in sie verliebt. Nun ist Kamla jedoch verheiratet und will ihrem Ehemann Bansi, der in Bombay arbeitet, die Briefe zukommen zu lassen. Er schätzt Bansi als rücksichtslosen Menschen ein, der sich nicht um seine Ehefrau kümmert. Dementsprechend verfasst er auch die Briefe. Bald merkt er jedoch, dass er einen Fehler gemacht hat und Bansi falsch eingeschätzt hat. Deshalb versucht er nun alles wieder geradezubiegen und reist nach Bombay.
Diese erfundenen Dorfgeschichten, die auf Mahadevs Erfahrung basieren, verfasst er in einem Roman zusammen und erzählt dem Verleger das Ende der jeweiligen Storys: Ramkumar und seine Geliebte haben ihr Glück nicht gefunden und haben gemeinsam Selbstmord begangen. Kamla und Bansi sind glücklich vereint. Und was Vindhya angeht, sie ist nun mit Mahadev verheiratet.

## Musik
| Songtitel                 | Sänger/in                   |
| ------------------------- | --------------------------- |
| Sitaram Sitaram           | K K                         |
| Ek Meetha Marz De Ke      | Mohit Chauhan, Madhushree   |
| Bheeni Bheeni Mehki Mehki | Shreya Ghoshal, K K         |
| Dildara Dildara           | Sunidhi Chauhan, Sonu Nigam |
| Aadmi Azaad Hai Desh      | Kailash Kher                |
| Munni Ki Baari            | Ajay Jhingran               |
| Sitaram Sitaram (Remix)   | K K                         |

## Sonstiges
Eigentlich sollte der Film Mahadev Ka Sajjanpur heißen.